# Aberdeen (Idaho)
Aberdeen is een plaats (city) in de Amerikaanse staat Idaho, en valt bestuurlijk gezien onder Bingham County.

## Demografie
Bij de volkstelling in 2000 werd het aantal inwoners vastgesteld op 1840.
In 2006 is het aantal inwoners door het United States Census Bureau geschat op 1809, een daling van 31 (-1,7%).

## Geografie
Volgens het United States Census Bureau beslaat de plaats een oppervlakte van
2,6 km², geheel bestaande uit land. Aberdeen ligt op ongeveer 1342 m boven zeeniveau.

## Plaatsen in de nabije omgeving
De onderstaande figuur toont nabijgelegen plaatsen in een straal van 36 km rond Aberdeen.